# Spermacoce semierecta
Spermacoce semierecta är en måreväxtart som beskrevs av William Roxburgh. Spermacoce semierecta ingår i släktet Spermacoce och familjen måreväxter.
Artens utbredningsområde är Sumatera. Inga underarter finns listade i Catalogue of Life.